# James Aldrich
James Aldrich (ur. 1810, zm. 1856) – poeta amerykański. Urodził się 14 lipca 1810 w miejscowości Mattituck w stanie Nowy Jork. W 1836 poślubił Matildę Lyon z Newport. W 1840 założył New York Literary Gazette. Zmarł w Nowym Jorku 9 września 1856. Jego wiersze nie zostały wydane książkowo za życia poety. W osobnym tomie zebrała je w 1884 jego córka. Jego najbardziej znanym utworem jest A Death-Bed.